# Aseraggodes crypticus
Aseraggodes crypticus är en fiskart som beskrevs av Randall och Allen 2007. Aseraggodes crypticus ingår i släktet Aseraggodes och familjen tungefiskar. Inga underarter finns listade i Catalogue of Life.